# Волчьи Горы (Псковская область)
Во́лчьи Го́ры  — деревня в Невельском районе Псковской области. Входит в состав Лёховской волости.
Расположена в 35 км к юго-востоку от райцентра, города Невель, и в 7 км к северо-западу от волостного центра, деревни Лёхово.
Численность населения деревни на 2000 год составляла 51 житель, в 2011 году — 25 жителей.